# ジョギンズ
座標: 北緯45度41分 西経64度26分 / 北緯45.683度 西経64.433度
ジョギンズはカナダのノバスコシア州カンバーランド郡西部にある農村である。かつては炭鉱町として栄えたが、現在ではむしろ石炭紀の化石の産地として知られる。「石炭時代のガラパゴス」（coal age Galápagos）とも呼ばれる。「ジョギンズ化石断崖」は2008年に世界遺産に登録された。

## 歴史
ファンディ湾内の入り江（sub-basin）であるカンバーランド湾（Cumberland Basin）に位置するジョギンズは、かつては石炭の採掘地であった。カンバーランド湾岸沿いに露出している石炭層は、17世紀には地元のアカディア入植者（local Acadian settlers）たちによって採掘されていたが、商業的な採掘が行われるようになったのは1819年以降である。それ以降、採掘された石炭は、船に積まれ、ニューブランズウィック州セントジョンなどの市場に出荷されていた。
カンバーランド地方では、一帯の石炭採掘権を獲得したジェネラル・マイニング・アソシエーション（General Mining Association）の下で、大規模な工業化を遂げた。1870年代にインターコロニアル鉄道（Intercolonial Railway）が建設され、1887年にジョギンズ鉄道（Joggins Railway）の開通が続いたことで、生産量が増大した。ジョギンズ鉄道はジョギンズの鉱区からリバー・ヘバート（River Hebert）経由でマッキャン（Maccan）のインターコロニアル本線までの12マイルの鉄道であった。
石炭採掘はその後も成長を遂げ、ジョギンズは1919年に町（Town）に格上げされ、その地位を1949年まで維持していたが、その頃に石炭採掘が失速し、人口流出や経済的な衰退に結びついた。
20世紀最初の数十年には、ジョギンズの石炭は主にマッキャン近くの2基の発電所に供給されていたが、それらの発電所は1950年代には時代遅れになっていた。そして、1958年のスプリングヒル炭鉱事故（Springhill mining disasters）から程なくして、ジョギンズの炭鉱は閉山された。この地域への鉄道路線も1960年代初頭には廃止となった。

## ジョギンズ化石断崖

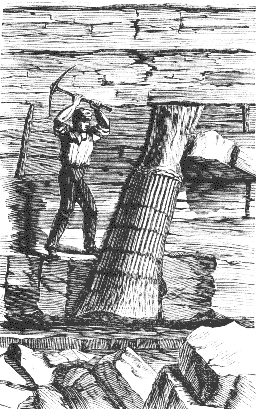
ジョギンズの炭鉱の化石化した樹木

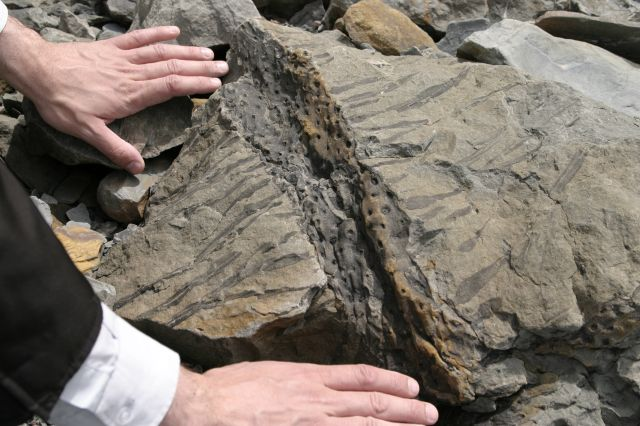
ジョギンズで発見された木の根の痕跡化石

ジョギンズはおよそ3億年前にあたる石炭紀（ペンシルベニア紀）の化石群の存在で知られている。海岸沿いには石炭紀の岩石が露出しており、ジョギンズ化石断崖（Joggins Fossil Cliffs）と呼ばれている。この崖は、カンバーランド湾に押し寄せる潮の干満で常に新しい壁面を露出する。既知の化石記録から見ると、一帯は最初期の爬虫類と有羊膜類が生息している氾濫原の雨林であった。
この崖の名声は19世紀半ば、『地質学原理』（Principles of Geology）の著者であり近代地質学の父チャールズ・ライエルが1842年と1852年に訪れたときに遡る。ライエルは『The Students' Elements of Geology』（1871年）において、ジョギンズの崖に露出している石炭紀の岩と化石は、世界最良のものであると評価した。
ジョギンズの化石記録はチャールズ・ダーウィンの『種の起源』でも触れられており、1860年に司教のサミュエル・ウィルバーフォースとトマス・ハクスリーの間で繰り広げられたオックスフォード大学での進化論論争でも引き合いに出された。
ジョギンズにおける化石記録の多くはノバスコシアの地理学者ジョン・ウィリアム・ドーソン（John William Dawson、1820年 - 1899年）によって発見された。ライエルは、彼にとって友人であると同時に師でもある存在で、二人は個人的にも研究上でも親しい間柄だった。ドーソンのコレクションの多くは、マギル大学のレッドパス博物館（Musée Redpath）に収蔵されている。
ライエルとドーソンは1851年に炭鉱の直立した化石木のうろに埋もれていた四肢動物の化石を発見した。ドーソンによるその後の調査が、科学史上でも最重要級の化石の発見に繋がった。それは生物史上で最も初期のものと認識されている爬虫類で、最古のものとして知られている有羊膜類でもあるヒュロノムス・リュエリ（Hylonomus lyelli）である。このグループには、水から離れて繁殖することができるようになった脊椎動物全てが含まれ、爬虫類、絶滅した恐竜やその近縁、鳥類、哺乳類などで構成されている。ノバスコシアで発見されたヒロノムスの化石に、2002年にヒュロノムス・リュエリ（ライエルのヒュロノムス）の名が与えられた。
ジョギンズで調査を行った19世紀の著名な他の地質学者には、ケロシンの発明者であるエイブラハム・ゲスナー（Abraham Gesner）、カナダ地質調査（Geological Survey of Canada）で崖の測定を行ったウィリアム・ローガン（William Logan）などがいた。
2008年7月7日にジョギンズ化石断崖を構成する長さ15 km の海岸線が、ユネスコの世界遺産（自然遺産）に登録された。

### 世界遺産登録基準
この世界遺産は世界遺産登録基準のうち、以下の条件を満たし、登録された（以下の基準は世界遺産センター公表の登録基準からの翻訳、引用である）。
- (8) 地球の歴史上の主要な段階を示す顕著な見本であるもの。これには生物の記録、地形の発達における重要な地学的進行過程、重要な地形的特性、自然地理的特性などが含まれる。